# Helicopsyche starmuehlneri
Helicopsyche starmuehlneri är en nattsländeart som beskrevs av Ross 1975. Helicopsyche starmuehlneri ingår i släktet Helicopsyche och familjen Helicopsychidae. Inga underarter finns listade i Catalogue of Life.